# 利斯基

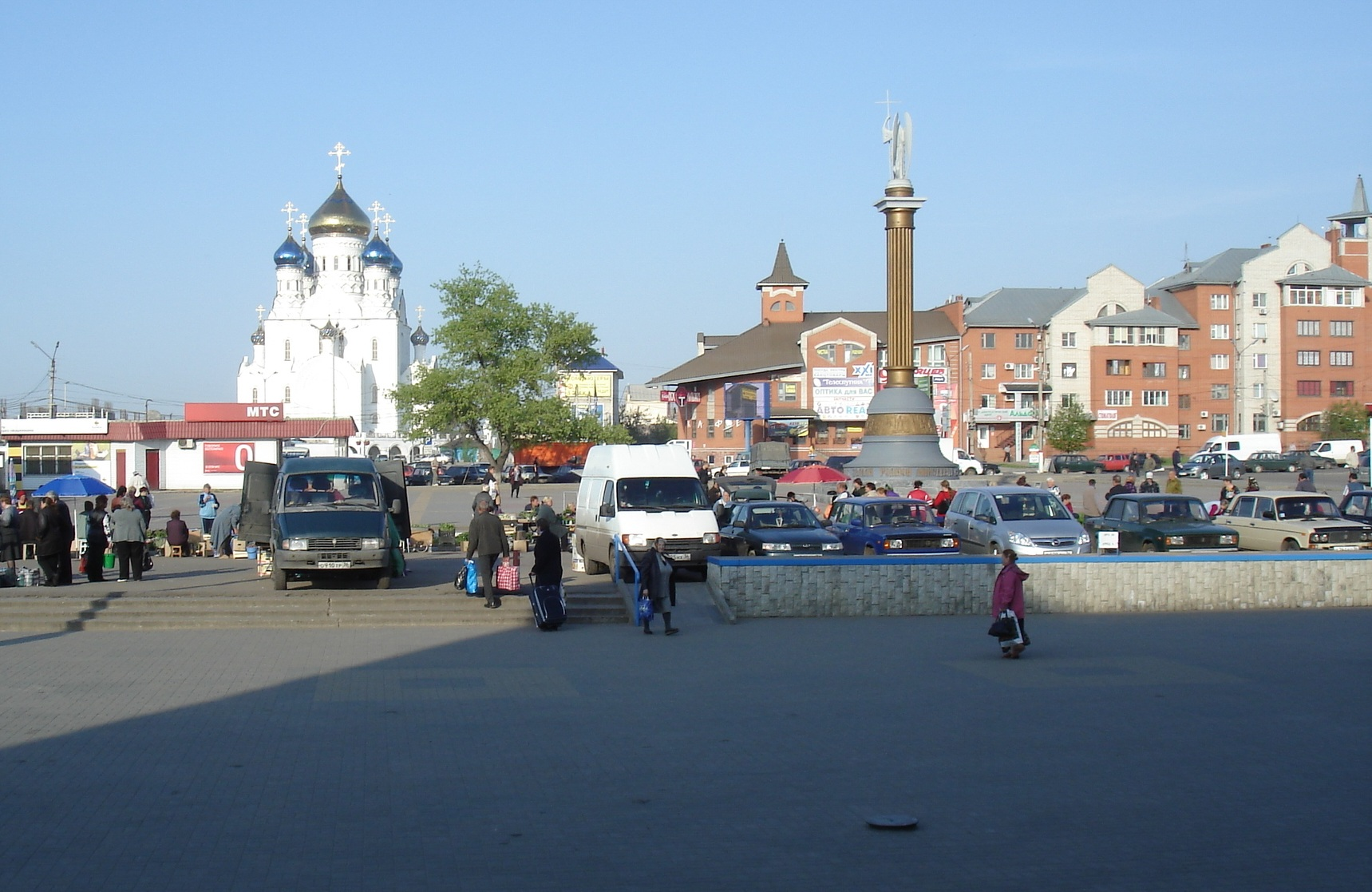

利斯基是俄罗斯沃罗涅日州的一个镇，人口54,147人（2021年）。
利斯基建于1943年，1965年更名为乔治乌-德治，以纪念罗马尼亚共产党领导人格奥尔基·乔治乌-德治，1990年改为现名。
1. ↑  .   [2024-08-28]. （原始内容存档于2022-09-01）.